# Överbyn, Sandvikens kommun
Överbyn är en by belägen där Länsväg 302 möter Länsväg 541 i Järbo distrikt (Järbo socken) i Sandvikens kommun, Gävleborgs län (Gästrikland). 
År 1995 avgränsade SCB här en småort som dock vid nästa avgränsning år 2000 kom att understiga 50 invånare och därför inte längre räknades som småort. Från 2015 avgränsar SCB här på nytt en småort.
Det finns ytterligare orter i Sandvikens kommun med namnet Överbyn, bland annat Överbyn som är belägen cirka fem kilometer norr om Sandviken, i Sandvikens distrikt (Högbo socken).